# Клоусон, Эллиот
Эллиот Джей. Клоусон (англ. Elliott J. Clawson, 19 января 1883 — 21 июля 1942) — американский сценарист.
Родился в Солт-Лейк-Сити, штат Юта. В период с 1913 по 1929 года написал сценарии к 81 фильму. На 2-й церемонии награждения премии Американской киноакадемии в 1930 году был номинирован на четыре «Оскар» за лучший сценарий к фильма «Морской пехотинец» (1929), «Полицейский» (1929), «Сэл из Сингапура» (1928) и «Небоскрёб» (1929). Скончался в 1942 году в калифорнийском городе Виста в возрасте 59 лет.